# Maersk Honam
El Maersk Honam es un buque portacontenedores operado por Maersk Line. El buque se incendió el 6 de marzo de 2018 mientras navegaba en el mar Arábigo. Cinco miembros de la tripulación de 27 personas murieron, incluido un miembro de la tripulación rescatado que murió más tarde a causa de las heridas. Volvió al servicio en agosto de 2019 rebautizado como Maersk Halifax.

## Incendio

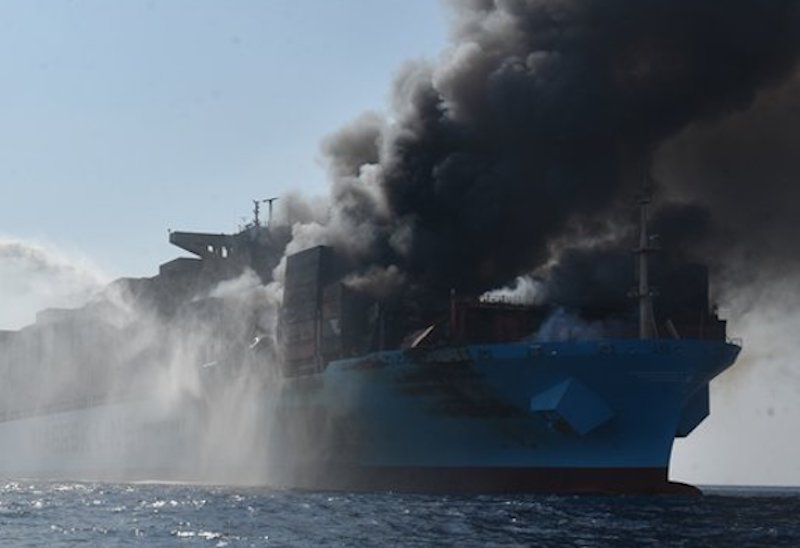
Columnas de humo salen de las bodegas de carga delanteras del Maersk Honam

El 6 de marzo de 2018, alrededor de las 14:45 GMT, se produjo un gran incendio en la bodega de carga delantera nº 3 del Maersk Honam mientras el buque se encontraba en el mar Arábigo a unas 900 millas náuticas (1700 km; 1000 mi) al sureste de Salalah, Omán, en ruta desde Singapur a Suez. En ese momento, transportaba un cargamento de 7860 contenedores y una tripulación de 27 personas: trece indios, nueve filipinos, dos tailandeses, un rumano, un sudafricano y un británico. 
La tripulación intentó extinguir el incendio utilizando el sistema de extinción de incendios de CO2 del barco y otros equipos de extinción de incendios, pero no pudo hacerlo. Se envió una señal de socorro a las 15:55 GMT y la tripulación finalmente abandonó el barco aproximadamente a las 17:15 GMT utilizando las balsas salvavidas del barco y un bote salvavidas.
23 miembros de la tripulación fueron evacuados a un buque mercante cercano, ASL Ceres, mientras que los cuatro restantes (dos filipinos, un indio y el sudafricano) fueron declarados desaparecidos. Dos de los miembros de la tripulación rescatados necesitaron atención médica urgente y el otro, un ciudadano tailandés, murió a causa de sus heridas al día siguiente. Tres miembros de la tripulación heridos fueron trasladados posteriormente al buque de la Guardia Costera india ICGS Shoor después de que su condición empeorara.. Maersk Line anunció el 12 de marzo que se habían encontrado restos de tres miembros de la tripulación aún no identificados a bordo, dejando uno todavía oficialmente desaparecido que más tarde fue declarado muerto.

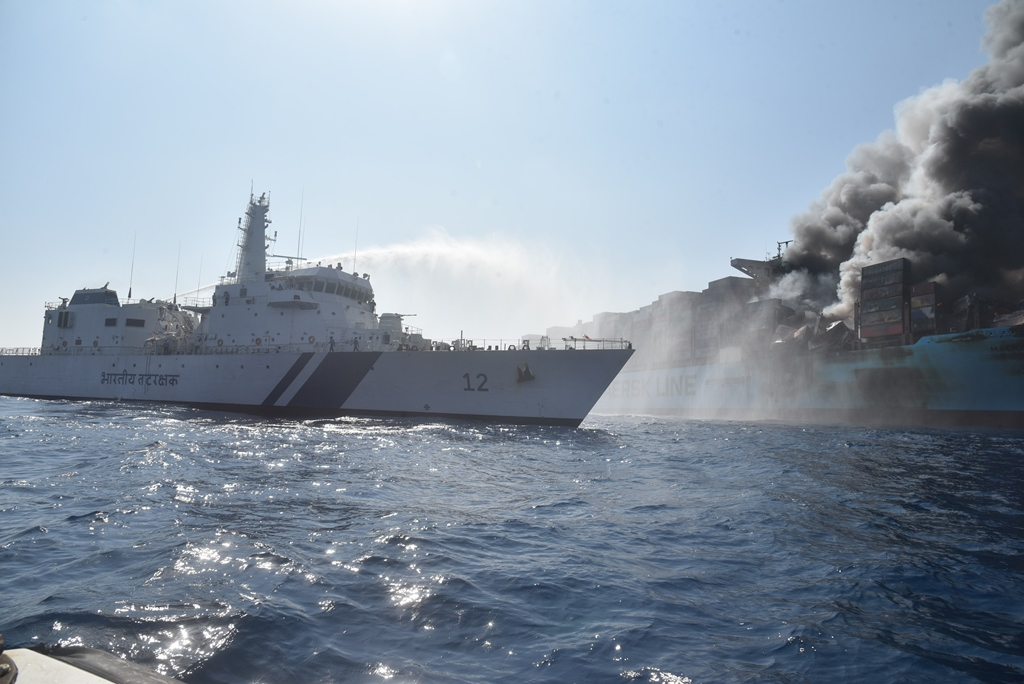
ICGS Shoor rociando agua sobre el incendio

El 9 de marzo, el incendio a bordo del Maersk Honam, que se encontraba a la deriva, fue controlado por el ICGS Shoor y dos buques de alta mar, el CSC Nelson y el Maersk Involver. La operación de salvamento estuvo a cargo de Smit Salvage.
El incendio continuó ardiendo, aunque controlado, hasta abril, momento en el que el barco fue remolcado al puerto de Jebel Ali para descargar la carga intacta.
Para recuperar los costes, el propietario del barco declaró avería gruesa, un principio que se mantiene desde hace mucho tiempo según el cual se espera que los propietarios de la carga paguen una fracción del valor de su envío para compensar los esfuerzos de salvamento. El valor decidido por un ajustador ascendió a una garantía de salvamento del 42,5% del valor de la carga, además de un depósito del 11,5%, lo que significa que los propietarios de la carga restante tuvieron que pagar un total del 54% del valor de su carga antes de poder tomar posesión de ella.